# Bill Meyer
William Joseph Meyer, detto Bill (Cleveland, 30 agosto 1943 – Martinsburg, 8 aprile 2018), è stato un cestista statunitense, professionista nella ABA.

## Carriera
Venne selezionato dai New York Knicks all'11º giro del Draft NBA 1965 (81ª scelta assoluta).
Giocò 7 partite nei Pittsburgh Pipers nel 1967-68.